# Køreledning
 For alternative betydninger, se Ledning.
En køreledning er den ledning, der som plusledning overfører strøm til et elektrisk tog eller en sporvogn. Minusledningen er typisk skinnerne. Køreledningen er en hårdt opspændt ledning på langs over jernbanestrækningen. Den hænger i siksak for at fordele slidet jævnt over strømaftageren (pantografen) under kørslen. De to elektriske ledere udgør tilsammen forsyningskablet.
Inden for sporvejsdrift benævnes køreledningen køretråd. Hvis der anvendes trolleystang som strømaftager, er køretråden, når den deler sig ved sporskifter, forsynet med et luftvige, et trekantet beslag med kanter, der fører trolleystangen i den rigtige retning. Placeringen af luftviget nogle meter efter sporskiftet medfører, at trolleystangen automatisk bliver trukket til den rigtige side, når den når luftviget. I dag anvendes næsten kun pantografstrømaftager ved sporveje, hvorved luftviger kan undværes, hvorimod køretråden skal ophænges i siksak.
Også trolleybusser, der er elektriske busser, anvender to køreledninger, en plus- og en minusledning. Da trolleybussens bane gennem f.eks. en kurve ikke er fastlagt som ved skinnebårne køretøjer, må luftviger her udformes som deciderede "luftsporskifter", oftest radiostyrede, på køretråden.
I Danmark findes køreledninger hovedsageligt på Sjælland, Fyn og i særdeleshed på S-togsstrækningerne i Københavnsområdet. Her anvendes 1.650 volt jævnstrøm i køreledningerne til S-tog og ca. 25.000 volt, 50 Hz vekselstrøm på fjernbanerne (til visse regionaltog, intercitytog og godstog). Fra 2017 bruges køreledning også på Aarhus Letbane, hvor der anvendes 750 volt jævnstrøm.